# Синдром китайского ресторана
Синдром китайского ресторана (англ. Chinese restaurant syndrome, также ошибочно известный как синдром глутамата натрия) — гипотетический набор симптомов, включающих в себя головную боль, покраснение лица, потоотделение, чувство тяжести в области рта.
Высказывалось частное мнение, что причиной синдрома является глутамат натрия (добавка Е621), однако множество проведённых научных исследований, включая двойные слепые плацебо-контролируемые клинические исследования, опровергает какую-либо связь между глутаматами и подобными симптомами.
Понятие «Синдром китайского ресторана» впервые появилось в письме китайца Роберта Хо Ман Квока редактору журнала The New England Journal of Medicine (опубликовано в разделе «письма читателей»), в котором он описывал собственные ощущения от посещения китайских ресторанов в США:

Прошло уже несколько лет моего пребывания в стране, в течение которых я испытываю странные ощущения каждый раз после питания в китайском ресторане, особенно в том, в котором подают блюда Северного Китая. Синдром наступает через 15-20 минут после поедания первого блюда, длится около двух часов, проходит без каких-либо последствий. Наиболее выраженные симптомы это онемение задней части шеи, постепенно распространяющееся на обе руки и спину, общая слабость и учащенное сердцебиение. Симптомы похожи на те, которые я испытываю в связи со своей гиперчувствительностью к ацетилсалициловой кислоте, только мягче.
Оригинальный текст (англ.)For several years since I have been in this country, I have experienced a strange syndrome whenever I have eaten out in a Chinese restaurant, especially one that served Northen Chinese food. The syndrome, which usually begins 15 to 20 minutes after I have eaten the first dish, lasts for about two hours, without any hangover effect. The most prominent symptoms are numbness at the back, general weakness and palpitation. The symptoms simulate those that I have had from hypersensitivity to acetylsalicylic acid, but are milder.
— Письмо Robert Ho Man Kwok (1968). "Chinese restaurant syndrome". N. Engl. J. Med. 18 (178): 796.; Перевод
Автор письма предполагал, что возможными причинами могут быть: соевый соус, вино, глутамат натрия либо повышенное содержание поваренной соли. Он также сообщил, что сходные симптомы будто бы испытывают несколько его знакомых китайцев.
Перечисленные Робертом Квоком симптомы достаточно неспецифичны и распространены.

## Интересные факты
Депутаты ЛДПР И. В. Лебедев, Я. Е. Нилов, А. Н. Свинцов в тексте пояснительной записки к законопроекту № 315432-6, внесённому в 15 июля 2013 года на рассмотрение в Госдуму РФ, заявили что термин «синдром китайского ресторана» будто бы обозначает привыкание человека к потреблению глутамата натрия, якобы аналогичное привыканию к табаку и алкоголю.
Законопроект предусматривал нанесение на пищевые продукты крупных надписей (30 % площади лицевой стороны), предупреждающих о наличии глутамата натрия, по аналогии с надписями на табачной продукции.
В отличие от правил FDA, в законопроекте не уточняется, требуется ли наносить подобные предупреждающие надписи на продукты, содержащие значительные количества глутамата натрия в естественном виде, например томаты, сыры, мясную продукцию, продукты брожения вроде соевого соуса и экстракт дрожжей.
Директор НИИ Питания РАМН отмечал, что глутамат является необходимой для всех людей аминокислотой.
По данным «Коммерсантъ», методик инструментального контроля содержания глутамата в пищевой продукции не разработано, вещество может образовываться в продуктах естественным путём, а сама инициатива депутатов может являться усилением «маркетинговой программы отдельных мясоперерабатывающих компаний».